# اسماعیل زامبادا گارسیا
اسماعیل ماریو زامبادا گارسیا (Ismael "El Mayo" Zambada) (زادهٔ ۱ ژانویهٔ ۱۹۴۸) یک مظنون به قاچاق مواد مخدر مکزیکی و رهبر ادعایی کارتل سینالوآ یک سندیکای جنایی بین‌المللی مستقر در سینالوآ، مکزیک است. قبل از اینکه او رهبری کل کارتل را به عهده بگیرد، ظاهراً به عنوان هماهنگ‌کننده لجستیکی برای جناح زامبادا-گارسیا کار می‌کرد که بر قاچاق کوکائین و هروئین به شیکاگو و سایر شهرهای ایالات متحده توسط هواپیماها، ساب‌های مواد مخدر، کشتی‌های کانتینری و قایق‌های تندرو نظارت می‌کند. زامبادا در تاریخ ۲۶ جولای ۲۰۲۴ در ال پاسوی تگزاس آمریکا توسط پلیس آمریکا دستگیر شد.

## زندگی[۱]
کشاورز سابق که به ارباب مواد مخدر تبدیل شد، کار جنایی خود را با قاچاق تنها چند کیلوگرم مواد مخدر در یک زمان آغاز کرد. با این حال، قبل از اینکه او به افزایش تولید هروئین و ماری جوانا توسط باند خود بپردازد و در عین حال موقعیت خود را به عنوان یک قاچاقچی مستحکم کند، تنها برای به دست آوردن جای پایی بود. هنگامی که میگل آنخل فلیکس گالاردو در سال ۱۹۸۹ دستگیر شد، سازمان او به دو جناح مخالف تقسیم شد: کارتل تیجوانا که رهبری آن به برادرزاده‌ها و وارثانش، برادران آرلانو فلیکس، به ارث رسیده بود. و کارتل سینالوآ که رهبری آن به ستوان‌های سابق هکتور لوئیس پالما سالازار، آدریان گومز گونزالس، اسماعیل زامبادا گارسیا، ایگناسیو کورنل ویارئال، و خواکین گوزمان (ال چاپو) رسید. اربابان مواد مخدر کارتل سینالوآ در ایالت‌های سینالوآ، دورانگو، چیهواهوا، سونورا، نووو لئون و نایاریت فعال بودند.
در سال ۲۰۰۶، دولت رئیس‌جمهور فیلیپه کالدرون حمله‌ای را علیه شبکه‌های قاچاق مواد مخدر مکزیک آغاز کرد. سازمان آرلانو فلیکس (کارتل تیجوانا)، بزرگ‌ترین و پیچیده‌ترین کارتل مکزیکی در آن زمان، بیشترین ضربه را دریافت کرد. با بهره‌گیری از فشار وارد شده بر کارتل تیجوانا، دیگر کارفرمایان مواد مخدر، به ویژه اسماعیل زامبادا و خواکین گوزمان، شروع به تجاوز به دژهای مستحکم در شمال غربی مکزیک کردند که منجر به جنگ تمام عیار شد.
زامبادا در طول تاریخ از نزدیک با کارتل خوارز و خانواده کاریلو فوئنتس کار کرده است، در حالی که روابط مستقلی با تأمین کنندگان کوکائین کلمبیایی حفظ کرده است. زامبادا از سال ۱۹۹۸ توسط دادستانی کل مکزیک تحت تعقیب بوده است، زمانی که در مجموع ۲٫۸ میلیون دلار جایزه برای او و پنج تن دیگر از رهبران کارتل خوارز صادر کرد. او تا سال ۲۰۱۶ که ال چاپو دستگیر شد، با مشارکت خواکین «ال چاپو» گوزمان، کارتل سینالوآ را رهبری کرد. زامبادا اکنون احتمالاً فرماندهی کامل کارتل سینالوآ را به عهده گرفته است. زامبادا احتمالاً بادوام‌ترین و قدرتمندترین قاچاقچی مکزیک است. او ممکن است جراحی پلاستیک کرده و خود را مبدل کرده باشد تا بتواند در سراسر مکزیک حرکت کند.

## قاچاق مواد مخدر[۲]
سازمان زامبادا گارسیا، کارتل سینالوآ، مقادیر چند تنی کوکائین را عمدتاً از طریق دریا از منابع کلمبیایی دریافت می‌کند. پس از دریافت کوکائین، کارتل سینالوآ از روش‌های مختلفی از جمله هواپیما، کامیون، اتومبیل، قایق و تونل برای انتقال کوکائین به ایالات متحده استفاده می‌کند. اعضای کارتل کوکائین را به سلول‌های توزیع در آریزونا، آتلانتا، کالیفرنیا، ایلینوی و نیویورک قاچاق می‌کنند. زامبادا عمدتاً در ایالت‌های سینالوآ و دورانگو فعالیت می‌کند، اما در امتداد بخش بزرگی از سواحل اقیانوس آرام مکزیک و همچنین در کانکون، کوئینتانا رو، سونورا و نووو لئون نفوذ دارد.

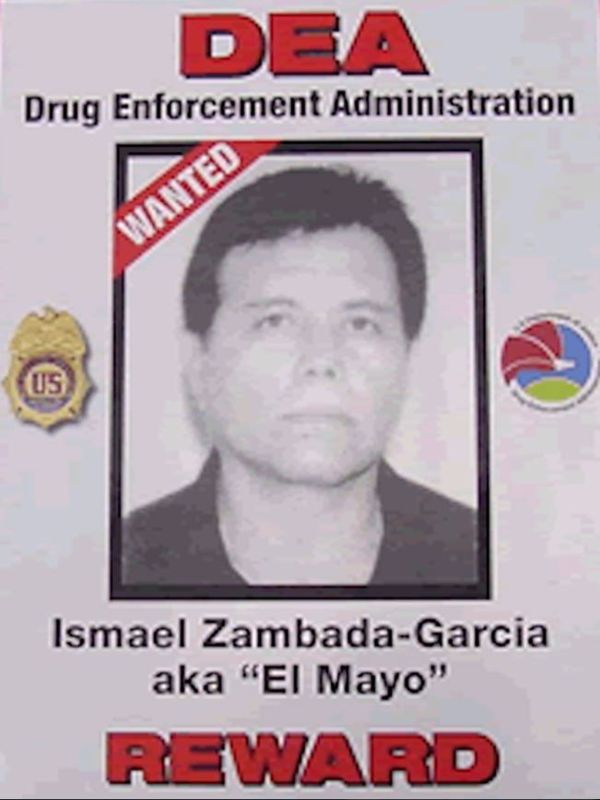

در ۲۰ اکتبر ۲۰۱۰، برخی از بستگان او در مکزیکو سیتی به اتهام قاچاق مواد مخدر دستگیر شدند: برادر اسماعیل، عیسی «شاه» زامبادا، همراه با پسر و برادرزاده اسماعیل. پسر او، اسماعیل «مائیتو» زامبادا جونیور به دلیل توطئه برای توزیع یک ماده کنترل شده در ایالات متحده تحت تعقیب قرار گرفته است. پسر دیگر او، ویسنته زامبادا نیبلا، توسط ارتش مکزیک در ۱۸ مارس ۲۰۰۹ دستگیر شد.
در ۲۴ ژوئن ۲۰۲۰، فاش شد که زامبادا مایل بوده است که در صورت موافقت با پیوستن به مواد مخدر، رافائل و میگل کارو کینترو به بزرگ‌ترین سالاران مواد مخدر مکزیکی، در کارتل سینالوآ، پست‌های بلندپایه‌ای را در اختیار آنها قرار دهد. با این حال، تلاش برای به خدمت گرفتن برادران کارو کوینترو با رو به زوال ماندن سلامت زامبادا و پسران ال چاپو که کمتر تمایلی به اعطای رهبری به آنها نداشتند، نفوذ بیشتری به دست آوردند.

## خانواده
همسرش روزاریو نیبلا کاردوزا، پسران: سرافین زامبادا-اورتیز (معروف به «سرا»، دستگیر و آزاد شد)، و اسماعیل زامبادا-امپریال (معروف به «مائیتو چاق»، محکوم)، و همچنین چهار دخترش: ماریا ترزا، میدیام پاتریشیا، مونیکا دل روزاریو، و مودستا، نقش فعالی در توزیع مواد مخدر و پولشویی داشتند. داماد او، خوان گابریل گونزالس ایبارا، شوهر میدیام پاتریشیا، پس از تحمل برق گرفتگی در خانه خود در کولیاکان در ۱۸ ژوئن ۲۰۱۴ درگذشت.
اسماعیل زامبادا برای انتقال عواید دارو به مرز ایالات متحده و مکزیک به محموله‌های ارز متکی است.